# Cleptometopus minor
Cleptometopus minor là một loài bọ cánh cứng trong họ Cerambycidae.